# ガチャック

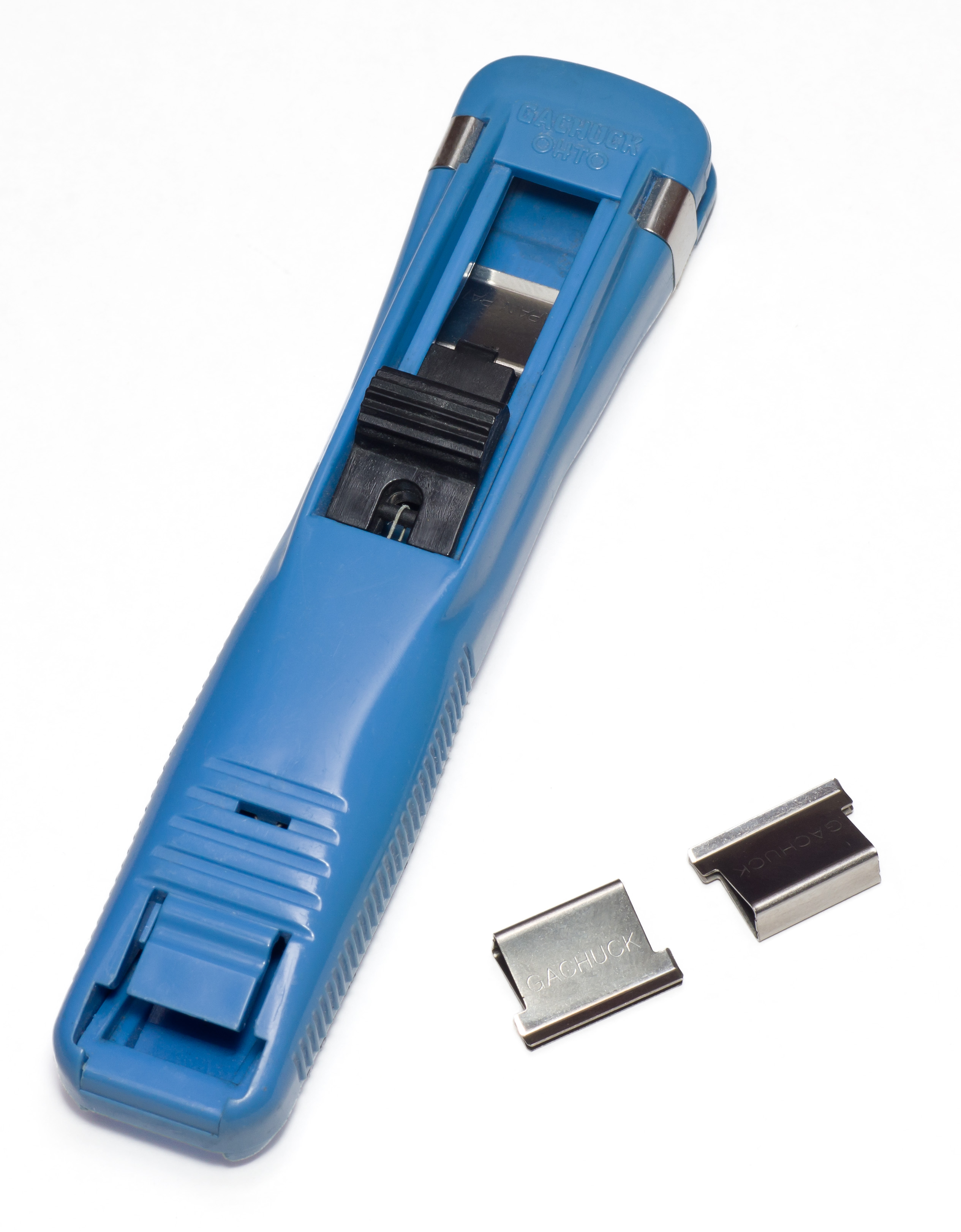
ガチャックとガチャ玉(クリップ状の金具)

ガチャックは、小型金属板クリップ「ガチャ玉」によって穴を開けずに複数枚の書類を簡易的に綴じるための連射式クリップ文房具である。
ガチャック、ガチャ玉ともにオートの登録商標であり、一般名称としては連射式クリップである。

## 概要
1980年に元洋服仕立師である佐藤久夫によるガチャックの原案をオートが商品化した。
ガチャ玉はターンクリップ（ダブルクリップ）から取っ手を除いたような形状になっている。ガチャ玉単体では書類を綴じることが困難であるために使用する専用の器具がガチャックである。ガチャックにはガチャ玉を複数装填できる。
ホッチキスなどと比べて、書類に穴を空けず、ガチャ玉を取り外してばらしやすい利点もある。また、外したものは再利用できる。この素材は、ステンレスが主流だが、リサイクルされたプラスチックや紙製のものもある。
なお、市販されているガチャ玉で、最小サイズのものでは数枚から最大サイズのものでは60枚程度までの紙を綴じられる。

## 各社製品
連射式クリップ製品はオート以外からも発売されている。基本的な仕様は各社共通であるが独自の工夫を施している場合もあり、それぞれ別の会社製のガチャックとガチャ玉を組み合わせての使用ができない場合もある。以下の通り
製造、販売をしているメーカー
- オート - ガチャック、ガチャ玉
- マックス - デュアルクリップ、クリパクン
- コクヨ - ワニクリップ、ワニ玉（※替え玉のみ製造販売している）

過去に製造、販売をしていたメーカー
- 三菱鉛筆 - ユニ連発クリップ、ユニクリップスペア
- サンスター文具 - トジッパー、トジ玉

## 特徴

### ホッチキスとの比較
- 紙に穴を空けないので、書類を傷付けない。
- ガチャ玉を繰り返し使用できる。
- ガチャ玉の取り外しが容易で、(ばらそうと思えば)簡単に書類をばらせる。これは後から文書を追加する必要が生じた際にも容易に対応できるという利点である一方、文書改ざんや紛失のリスクが増えるという点では欠点でもある。
- ホッチキス関連用品とガチャック関連用品では、前者の方が一般的に取り扱いが多い傾向にある(コンビニや小規模スーパーのような店舗では、ホッチキスはあってもガチャックは無いという場合もある)。

### クリップ（ゼムクリップ・ターンクリップ）との比較
- ガチャックが専用の器具として必要である。
- 連続して書類を綴じられる。
- 書類がしっかり綴じられて、外れ難い。
- つまみが無いため嵩張らない。

## 商標
- ガチヤツク(登録商標日本第1587528号)
- ガチャ玉(登録商標日本第1995719号)